# Barclodiad y Gawres
Koordinaten: 53° 12′ 24,3″ N, 4° 30′ 17,1″ W

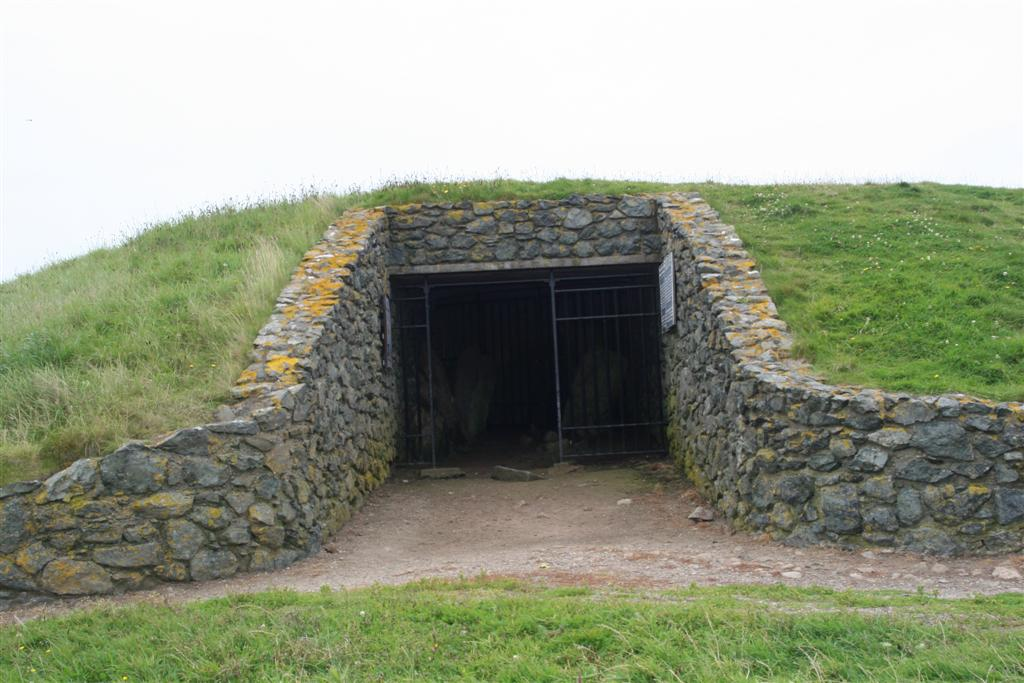
Barclodiad y Gawres

Barclodiad y Gawres (deutsch „Schürzevoll der Riesin“) ist ein bedeutendes megalithisches Hügelgrab auf der Insel Môn Mam Cymru (Anglesey) vor der nordwestwalisischen Küste. Die Megalithanlage liegt an der Südwestküste der Insel zwischen den Ortschaften Rhosneigr und Aberffraw. Es ist eines der seltenen Passage Tombs des Newgrange bzw. Maeshowe-Typs, dessen Gestaltung incl. des Designs an Fourknocks erinnert.
Im Inneren des Grabhügels von Barclodiad y Gawres befinden sich eine Haupt- und zwei Nebenkammern. Seit längerem waren auf fünf Steinen megalithische Skulpturen (Spiralformen und Wellenlinien) bekannt; auf einem sechsten wurden erst im Jahr 2007 Skulpturen gleicher Art entdeckt.
Die Megalithanlage von Barclodiad y Gawres wurde in der Jungsteinzeit und in der Bronzezeit sakral genutzt. In keltischer Zeit könnte sie mit einem der „Druidenhaine“ von Môn Mam Cymru in Verbindung gestanden haben, die Tacitus erwähnt. Dies ist deswegen nicht auszuschließen, weil Megalithheiligtümer häufig auch Bedeutung in der heidnischen inselkeltischen Religion hatten. So spielt beispielsweise Newgrange eine wichtige Rolle in der keltischen Mythologie Irlands.
Tŷ Newydd ist ein Dolmen in der Nähe. 